# PGC 2174590
LEDA/PGC 2174590 ist eine Galaxie im Sternbild Perseus am Nordsternhimmel. Sie ist schätzungsweise 543 Millionen Lichtjahre von der Milchstraße entfernt und hat einen Durchmesser von etwa 130.000 Lichtjahren. Vom Sonnensystem aus entfernt sich das Objekt mit einer errechneten Radialgeschwindigkeit von näherungsweise 12.000 Kilometern pro Sekunde.

## Galaktisches Umfeld
| Nr. | Galaxie          | Alternativname          | Rek           | Dek           | Distanz/asec |
| --- | ---------------- | ----------------------- | ------------- | ------------- | ------------ |
| →   | LEDA/PGC 2174590 | 2MASX J02412678+4101509 | 02h41m26.824s | +41d01m51.08s | 0            |
| 1   | LEDA/PGC 2174646 | 2MASX J02415391+4102070 | 02h41m53.890s | +41d02m07.14s | 306.85       |
| 2   | LEDA/PGC 2172692 | 2MASX J02414330+4054150 | 02h41m43.30s  | +40d54m15.0s  | 492.86       |
| 3   | LEDA/PGC 2174722 | 2MASX J02402634+4102250 | 02h40m26.384s | +41d02m24.90s | 684.64       |
| 4   | LEDA/PGC 10164   | CGCG 539-075            | 02h40m54.75s  | +41d13m39.4s  | 795.43       |